# Oldřich Hlad
Oldřich Hlad (30. prosince 1934 Praha – 16. června 2023 Praha) byl český astronom, dlouholetý ředitel Hvězdárny a planetária hlavního města Prahy a autor vědeckých a popularizačních publikací o astronomii.

## Odborná činnost
Oldřich Hlad vystudoval matematiku a fyziku na Pedagogické fakultě Univerzity Karlovy. Po promoci působil jako středoškolský profesor v Žatci a v roce 1961 nastoupil jako odborný pracovník do pražského planetária. V roce 1965 byl jmenován ředitelem tehdejší Lidové hvězdárny hlavního města Prahy, později spojené s planetáriem do Hvězdárny a planetária hlavního města Prahy. V této funkci působil celkem 34 let, až do roku 1999, kdy odešel do důchodu.
Za jeho působení došlo k významné rekonstrukci Štefánikovy hvězdárny na Petříně – bylo dostavěno první patro, v něm vybudována přednášková místnost a doplnily se další části vybavení.

### Publikační činnost
Oldřich Hlad publikoval v populárních a odborných časopisech. Externě přednášel na vysoké škole i na nejrůznějších astronomických fórech.
Spolu s Jaroslavem Pavlouskem napsal populární publikace Vesmír jistot a otazníků (1978) a Přehled astronomie (1984). Rozhodujícím způsobem se podílel na vydání více než 30 map hvězdné oblohy – od jednoduchých otočných až po odborné.
Mezi významná díla patří také Atlas coeli novus 2000.0, který navazuje na slavný Atlas Coeli Skalnaté Pleso 1950.0 od Antonína Bečváře.

## Osobní život

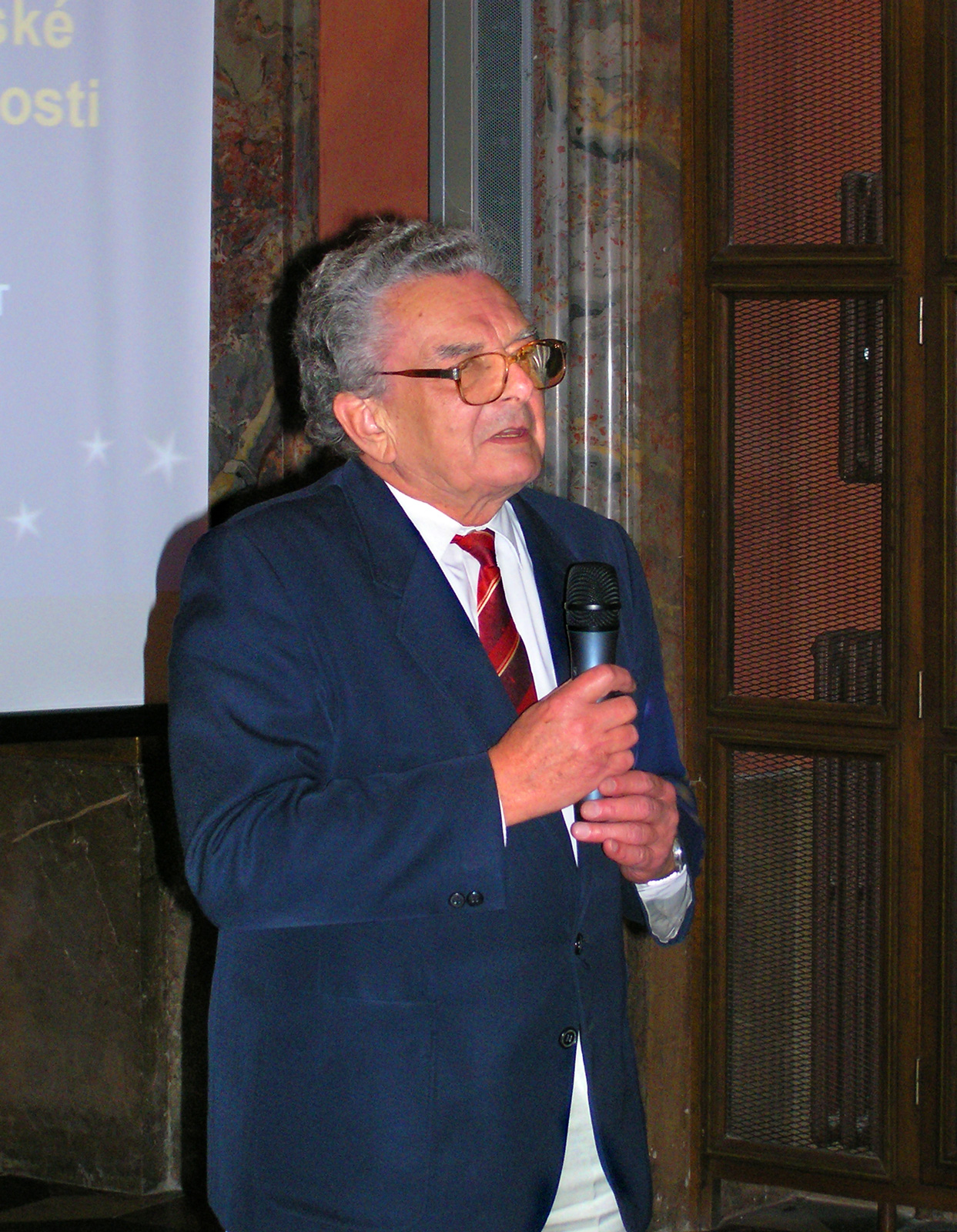
Oldřich Hlad v roce 2007

Oldřich Hlad byl ženatý a měl syna a dceru.

## Ocenění
- Oldřich Hlad byl v roce 1983 zvolen čestným členem České astronomické společnosti.[4]
- V roce 2006 získal cenu Littera astronomica České astronomické společnosti.[1]